# Lempaut
Lempaut är en kommun i departementet Tarn i regionen Occitanien i södra Frankrike. Kommunen ligger i kantonen Puylaurens som tillhör arrondissementet Castres. År 2022 hade Lempaut 883 invånare.

## Befolkningsutveckling
Antalet invånare i kommunen Lempaut
| Referens: INSEE |